# Milena Müllerová
Milena Müllerová   (Babice, 9 de juny de 1923 - Praga, 15 de desembre de 2009) va ser una gimnasta artística txecoslovaca que va competir durant la dècada de 1940.
El 1948 va prendre part en els Jocs Olímpics de Londres, on guanyà la medalla d'or en la competició del concurs complet per equips del programa de gimnàstica artística.